# Kellermensch
Kellermensch ist eine dänische Rockband, die 2006 in Esbjerg gegründet wurde. Der Stil der Band wird als Metal, Art Metal oder Progressive Rock beschrieben.

## Geschichte
2009 erschien das Debütalbum Kellermensch in Dänemark und 2010 in Schweden. 2011 wurde es von dem zur Universal Music Group gehörenden Label Vertigo auch in Deutschland, Österreich und der Schweiz veröffentlicht.
Der Name der Band bezieht sich auf den Roman Aufzeichnungen aus dem Kellerloch von Fjodor Michailowitsch Dostojewski.

## Diskografie
Alben
- 2009: Kellermensch
- 2017: Goliath
- 2022: Capitulism

EPs
- 2010: Narcissus
- 2011: Moribund Town EP
- 2017: Mediocre Man